# Diagramme de Hjulström

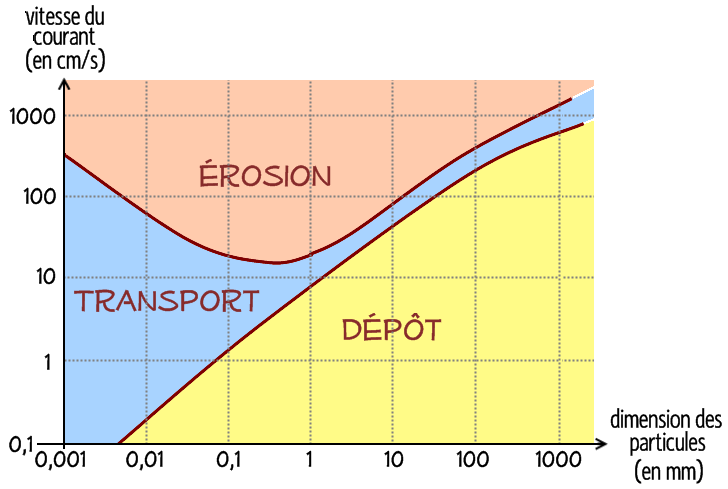
Diagramme de Hjulström.

Le diagramme de Hjulström permet de connaître l'activité d'une particule détritique en fonction de la vitesse du courant dans l'eau (mer, cours d'eau) où elle se trouve, et en fonction de sa taille. Il a été inventé par le géographe suédois Filip Hjulström (1902-1982).
Par exemple, un grain de sable de 0,3 mm de diamètre, va pouvoir être arraché au "substrat" s'il est solidaire du fond lorsque la vitesse du courant atteint les 100 cm/s. Si la vitesse du courant est de 10 cm/s, les grains de sable circulants de cette taille vont continuer leur chemin; et pour une faible vitesse de l'ordre de 1 cm/s, les grains vont se déposer.
On peut donc définir l'activité des particules, à savoir s'il y a érosion, transport ou dépôt, en fonction de leur taille et de la vitesse du courant. Son interprétation théorique n'a été proposée que 70 ans après les travaux pionniers de Hjulström. Les paramètres nécessaires à l'interprétation du diagramme de Hjulström sont plus nombreux que la taille des particules et la vitesse du courant (on pourrait ainsi citer, la pente locale, la cohésion du substrat et son angle de friction interne, la masse volumique des particules et du fluide, la viscosité dynamique du fluide), mais la simplicité de cette présentation l'a rendu pédagogique, à défaut de l'avoir rendu complètement précise. L'intérêt de ce diagramme est de permettre de distinguer dans les processus d'érosion, l'érosion des matériaux cohésifs de ceux non-cohésifs, contrairement à la plupart des autres graphiques.
Ce diagramme date du début du XXe siècle et n'a aujourd'hui plus qu'une valeur historique[réf. nécessaire], bien que sa simplicité reste attractive. Parmi les défauts de ce diagramme on note qu'il ne tient pas compte de la profondeur d'eau et, plus grave, qu'il ne montre pas que la sédimentation est causée par une décélération de l'écoulement et l'érosion par une accélération de l'écoulement.
Le diagramme adimensionnel de Shields est maintenant unanimement[réf. nécessaire] accepté pour l'initiation du mouvement des sédiments fluviaux. Beaucoup de recherches ont été effectuées sur la dynamique fluviale durant la deuxième moitié du XXe siècle et ce travail est progressivement utilisé de préférence au diagramme de Hjulström[réf. souhaitée], par exemple Meyer-Peter & Müller (1948), Engelund-Hansen (1967), Lefort (1991), Belleudy (2012).

## Source et autres références
- (en) Cet article est partiellement ou en totalité issu de l’article de Wikipédia en anglais intitulé « Hjulström curve » (voir la liste des auteurs).

1. ↑  Gargani J., 2004. Contribution à l'étude de la vitesse critique d'érosion des sols cohésifs. CR Geoscience, v.336, p.561-566
2. ↑  Belleudy, Ph. « Transport solide et morphologie fluviale », éd. UJF Grenoble, 2012

Malavoi, J. et al, « Éléments de connaissance pour la gestion du transport solide en rivière », éd. ONEMA, 2011